# Deprivation
Der Begriff Deprivation (lat. privare ‚berauben‘) bezeichnet allgemein den Zustand der Entbehrung, des Entzuges, des Verlustes oder der Isolation von etwas Vertrautem sowie das Gefühl einer Benachteiligung.

## Psychologie
Innerhalb der Psychologie wird auf dem Gebiet der Wahrnehmung bzw. der sensorischen Stimulierung sowie der emotionalen Beziehungen von „Deprivation“ gesprochen. In der Psychoanalyse wird auch der „Vaterverlust“ als Deprivation begriffen.

### Perzeptive Deprivation
Sie ist abzugrenzen von der sensorischen Deprivation. Der Informationsgehalt von Außenreizen ist vermindert.

### Sensorische Deprivation
Sensorische Deprivation, also Mangel an Außenreizen (Farben, Geräuschen, Mitmenschen, Gesprächen usw.) führt zu Halluzinationen und zu Denkstörungen. Diese wird bei Verhören, Folterungen und zur Gehirnwäsche eingesetzt, aber auch zu Bewusstseinserweiterung und Entspannung.
Siehe auch: Weiße Folter, Isolationshaft, Camera silens, BDSM, Floating

### Emotionale Deprivation
Als Deprivation (auch Deprivationssyndrom, anaklitische Depression) bezeichnet man in der Kinderheilkunde die mangelnde Umsorgung und fehlende Nestwärme bzw. Vernachlässigung von Babys und Kleinkindern. Die Symptomatik, für die auch der Begriff Hospitalismus verwendet wird, ist aus Krankenhäusern, Säuglingsstationen und Heimen sowie Gefängnissen bekannt. Dauert die Deprivation länger an, kann es zu psychischem Hospitalismus, einer dem Autismus ähnelnden Unfähigkeit, soziale Kontakte aufzubauen, oder zu Sprachstörungen kommen.
Siehe auch: Kasper Hauser, Wolfskind, René A. Spitz, Harold M. Skeels, Mary Ainsworth, Fremde Situation

### Mutterdeprivation/Mutterentbehrung
Auf der Basis von klinisch-psychologischen Forschungen zeigen sich bei Kindern mit Mutterentbehrung häufiger Depressionen, Defizite in der Sprachentwicklung, Persönlichkeitsstörungen und Jugendkriminalität.

### Vaterdeprivation
Alexander Mitscherlich beschrieb diese Form der Deprivation als Entbehrung des Vaters oder Vaterverlust. Folgen hiervon seien seelische und psychosomatische Störungen, selbstverletzendes Verhalten, Beziehungsstörungen, soziale Auffälligkeiten bis hin zur Kriminalität, Leistungsversagen, kognitive Defizite und psychosexuelle Identitätsprobleme.

## Soziologie
Soziale Deprivation bezeichnet jede Form von sozialer Ausgrenzung, welche stattfinden kann durch Zugehörigkeit zu einer sozialen Randgruppe und/oder Armut. Mögliche Folgen sozialer Deprivation können sein: Alkoholismus, Behinderung, Extremismus, Messie-Syndrom, Tabletten-/Drogensucht, Resignation, schwere/mittelschwere Depressionen bis hin zu Suizidgefahr.

### Objektive Deprivation
Objektive Deprivation ist die anhand von Standards (zum Beispiel Einkommensverteilung) messbare materielle Benachteiligung.
Relative Deprivation bedeutet objektiv verstanden eine relative „Benachteiligung in der positionalen Ausstattung mit sozialstrukturell vermittelten Chancen und Mitteln, die qua gesellschaftlicher Definition erforderlich sind, um eine bestimmte gesellschaftlich akzeptierte Position aufrechterhalten zu können und damit eine gesellschaftliche Existenz zu sichern.“
Hierfür sind folgende Teilaspekte der gesellschaftlichen Existenz von Bedeutung: 1. die Sicherung des sozioökonomischen Status durch eine ausreichende Verfügung über Einkommen, Bildung (Wissen) sowie berufliche Chancen; 2. die Sicherung des sozialen Status durch ausreichende Verfügung über statussichernde Symbole sowie Zuschreibungen; 3. die Sicherung des Interaktions- und Kooperationsspielraums durch ausreichend verfügbare Kontakte zur organisierten Öffentlichkeit, zu informellen Gruppierungen, die über die eigene Primärgruppe hinausgehen sowie Kooperationsmöglichkeiten im öffentlichen Umfeld und der beruflichen Umgebung.
Die relative Deprivation führt zu einer jeweils unterscheidbaren sozialen Lage:
- die nicht hinreichende Sicherung des sozioökonomischen Status bezeichnet soziale Schwäche;
- die nicht hinreichende Sicherung des sozialen Status bezeichnet Stigmatisierung;
- die Störung oder der Verlust von Kontakten und Kommunikationschancen bezeichnet soziale Isolation.

Als normative Deprivation wird eine Form der Benachteiligung verstanden, die als eine solche gesellschaftlich anerkannt ist, zum Beispiel bezogen auf die rechtlich normierte Höhe einer staatlichen Unterstützungsleistung.

### Subjektive Deprivation
Von relativer Deprivation im Sinne einer subjektiven Deprivation wird gesprochen, wenn eine Person durch Vergleich mit anderen Mitgliedern ihrer Bezugsgruppe feststellt, dass sie hinsichtlich ihrer Erwartungen und Wünsche benachteiligt ist. Sie wird dann unzufrieden und enttäuscht sein.
„Zwischen Erwartungen und Möglichkeiten zur Wunschbefriedigung, oder zwischen dem, was man hat, und dem, worauf man glaubt einen berechtigten Anspruch zu haben, wird subjektiv eine Diskrepanz wahrgenommen, die zu dysfunktionalen Gefühlen der Unzufriedenheit oder des Ressentiments gegen andere führt. Nicht objektive oder strukturelle Diskrepanzen (zum Beispiel soziale Ungleichheit, soziale Spannung, Statusunterschiede oder ökonomische Unterschiede in der Ressourcenverteilung), sondern subjektiv wahrgenommene bzw. eingeschätzte Diskrepanzen erzeugen eine relative Deprivation respektive eine soziale, politische oder ökonomische Unzufriedenheit.“
Die relative Deprivation wird als subjektive Deprivation bezeichnet, da man das subjektive Erleben von Benachteiligung und das eigene Gefühl von Diskriminierung und von Vernachlässigung, unabhängig von der tatsächlichen Situation, erleben kann. Subjektive Deprivation kann indes auch gruppenspezifisch erlebt werden (zum Beispiel schichtspezifische Gefühle der Benachteiligung gegenüber dem gesellschaftlich Üblichen auf multiplen Ebenen der Lebenslage).
Grundsätzlich können zwei Quellen für das Aufkommen von relativer Deprivation und das damit verbundene Gefühl von Unzufriedenheit ausgemacht werden: Entweder entsteht dies durch den Vergleich mit einer Bezugsgruppe oder aber durch den Vergleich mit der eigenen Vergangenheit.

## Multiple Deprivation
Als multiple (mehrfache) Deprivation bezeichnet man es, wenn jemand (in der Regel ein Kind) in mehrfacher Hinsicht benachteiligt ist und dadurch keine guten Entwicklungschancen hat.

### Risikofaktoren
| Einfluss von Risikofaktoren auf die Intelligenzentwicklung (Gabarino) | Einfluss von Risikofaktoren auf die Intelligenzentwicklung (Gabarino) |
| Zahl der Risikofaktoren                                               | Durchschnitts-IQ der Kinder                                           |
| --------------------------------------------------------------------- | --------------------------------------------------------------------- |
| keine Risikofaktoren                                                  | 119                                                                   |
| ein Risikofaktor                                                      | 116                                                                   |
| zwei Risikofaktoren                                                   | 113                                                                   |
| vier Risikofaktoren                                                   | 93                                                                    |
| acht Risikofaktoren                                                   | 85                                                                    |
| [ 7 ]                                                                 |                                                                       |

Risikofaktoren für die kindliche Entwicklung sind unter anderem:
- Sowohl absolute Armut als auch relative Armut
- Arbeitslosigkeit der Eltern
- eine eigene Behinderung
- Bildungsarmut der Eltern
- Mutterlosigkeit
- sehr junge Eltern
- Vaterlosigkeit
- Drogenmissbrauch der Eltern
- psychische Krankheit der Eltern
- eine hohe Anzahl an Geschwistern
- Unterversorgung mit Wohnraum

Fast jedes Kind trägt einen Risikofaktor, doch erst das Zusammenwirken vieler Risikofaktoren führt zu einem messbaren Unterschied.

### Das Konzept der multiplen Deprivation in der Praxis
In der Praxis konnte gezeigt werden, dass ein Risikofaktor alleine in vielen Fällen noch keine Auswirkungen auf die kindliche Entwicklung hat. Wenn jedoch mehrere Risikofaktoren zusammenkommen, ist die kindliche Entwicklung gefährdet.
Es wurde untersucht, welchen Einfluss Risikofaktoren auf die intellektuelle Entwicklung des Kindes haben. Bei ein oder zwei Risikofaktoren scheint die Entwicklungsbehinderung nicht besonders gravierend zu sein. Ab vier Risikofaktoren war die kindliche Entwicklung jedoch stark beeinträchtigt.
In Deutschland wurde das Konzept unter anderem bei der AWO-Studie genutzt. Es konnte gezeigt werden, dass arme Kinder oft auch multipel depriviert waren. Das heißt, sie waren auch noch anderen Risikofaktoren ausgesetzt als nur der Armut. Diese Risikofaktoren lagen in der Grundversorgung, der Gesundheit, der sozialen Lage und der kulturellen Lage.

### Folgen
Folgen schwerwiegender Deprivation können sein:
- Reaktive Bindungsstörungen im Kindesalter; Symptome gemäß ICD-10: abnormes Beziehungsmuster zu Betreuungspersonen (widersprüchliche soziale Reaktionen, Mischung aus Annähern und Vermeiden), Emotionale Störung (Mangel an Ansprechbarkeit, Apathie), psychosozialer Minderwuchs
- Bindungsstörungen im Kindesalter mit Enthemmung; Symptome gemäß ICD-10: Diffusität im selektiven Bindungsverhalten während der ersten fünf Lebensjahre, Anklammerungsverhalten im Kleinkindalter, aufmerksamkeitssuchendes Verhalten in der frühen Kindheit, Schwierigkeiten beim Aufbau enger Beziehungen zu Gleichaltrigen, Störungen des Sozialverhaltens
- Hospitalismus
- Pseudodebilität
- Zweiphasensystem VII & OUF

## Regionale Deprivation
Im German Index of Socioeconomic Deprivation werden gesellschaftliche, wirtschaftliche und gesundheitliche Daten in ihrer regionalen Verteilung betrachtet. Es stellt sich heraus, dass in Regionen mit einer schlechten Bildungs-, Beschäftigungs- und Einkommenssituation gesundheitliche Kenndaten ebenfalls verschlechtert sind. So finden sich dort häufiger Fälle von Lungenkrebs und Herz-Kreislauf-Erkrankungen. Auch ist dort generell die Lebenserwartung verkürzt. Regionen mit hoher regionaler sozioökonomischer Deprivation finden sich vor allem im Norden und Nordosten Deutschlands, aber auch im Saarland, Rheinland-Pfalz und Nordrhein-Westfalen. Die Bundesländer Hessen, Baden-Württemberg und Bayern schneiden am besten ab.